# لين مانينغ
لين مانينغ (بالإنجليزية: Lynn Manning) هو شاعر أمريكي، ولد في 30 أبريل 1955، وتوفي في 3 أغسطس 2015 بسبب مرض.

## وصلات خارجية
- لين مانينغ على موقع IMDb (الإنجليزية)
- لين مانينغ على موقع قاعدة بيانات الفيلم (الإنجليزية)